# Championnat d'Argentine féminin de football 2019-2020
Navigation
Édition précédente Édition suivante
La saison 2019-2020 du Championnat d'Argentine féminin de football Primera A, ou Torneo Femenino Rexona pour des raisons de parrainage, est la quarante-deuxième saison du championnat et la première saison avec des équipes professionnelles. L'UAI Urquiza vainqueur des deux saisons précédentes remet son titre en jeu. Le vainqueur de la compétition est qualifié pour la Copa Libertadores féminine 2020.

## Organisation
Pour cette nouvelle saison, la formule du championnat évolue. Le nombre de participantes passe de 16 à 17 équipes.
Au terme de la saison 2018-2019 deux équipes sont reléguées : CD Morón et CA Atlanta qui ont terminé aux deux dernières places de la poule de relégation.  A l'inverse deux équipes sont promues en première division : Club de Gimnasia y Esgrima La Plata championne de deuxième division et Satsaid vainqueur des barrages de promotion.
Le club Rosario Central a demandé et obtenu le droit de participer à la première division.
UBA classée sixième de la saison précédente n'a pas été reconnue par l'AFA comme équipe professionnelle. Elle peut cependant concourir grâce à un partenariat avec le club professionnel Defensores de Belgrano.
Les dix-sept équipes se rencontrent une fois, après la première phase les huit premiers jouent pour le titre, les neuf autres équipes jouent pour le maintien. Cette saison trois équipes seront reléguées, seulement deux équipes de Primera B seront promues pour porter le nombre de participants pour la prochaine saison à 16 équipes.

## Équipes participantes
| Équipe                               | Ville         | Stade                     | Capacité | Titres | Classement 2018-19          |
| ------------------------------------ | ------------- | ------------------------- | -------- | ------ | --------------------------- |
| Club Deportivo UAI Urquiza           | Villa Lynch   | Monumental de Villa Lynch | 1 000    | 5      | 1re                         |
| Club Atlético Boca Juniors           | Buenos-Aires  | Complejo Pedro Pompilio   | 1 000    | 23     | 2e                          |
| Club Atlético River Plate            | Buenos Aires  |                           |          | 11     | 3e                          |
| Club Atlético San Lorenzo de Almagro | Buenos Aires  |                           |          | 2      | 4e                          |
| Racing Club                          | Avellaneda    |                           |          |        | 5e                          |
| UBA-Defensores de Belgrano           | Buenos Aires  |                           |          |        | 6e                          |
| Club Atlético Huracán                | Buenos Aires  |                           |          |        | 7e                          |
| CA Lanús                             | Lanús         |                           |          |        | 8e                          |
| Estudiantes                          | La Plata      |                           |          |        | 9e                          |
| Club Atlético Platense               | Vicente López |                           |          |        | 10e                         |
| Club Atlético Independiente          | Avellaneda    |                           |          |        | 11e                         |
| Club Atlético Villa San Carlos       | Berisso       |                           |          |        | 12e                         |
| Club El Porvenir                     | Gerli         |                           |          |        | 13e                         |
| Club Atlético Excursionistas         | Buenos Aires  |                           |          |        | 14e                         |
| Club de Gimnasia y Esgrima La Plata  | La Plata      |                           |          |        | 1re D2                      |
| Social Atlético Televisión           | Moreno        |                           |          |        | 2e D2                       |
| Club Atlético Rosario Central        | Rosario       |                           |          |        | Sur décision administrative |

## Déroulement de la saison
Le 12 septembre 2019, un tirage au sort détermine le calendrier de la nouvelle saison, la première journée débute le 21 septembre 2019 avec le Superclasico Boca Juniors contre River Plate.
Le tournoi est suspendu lors de la dix-septième journée, en raison des mesures gouvernementales visant à empêcher la propagation de COVID-19. Il est ensuite définitivement annulée en raison de l'impossibilité du fait de l'extension de la pandémie. Aucun champion n'est retenu. Club Atlético Boca Juniors, en tête au moment de l'interruption est désigné pour participer à la Copa Libertadores féminine 2020.

## Compétition

### Première phase
Après la première phase où toutes les équipes se rencontrent une fois, les huit premiers jouent pour le titre en match aller et retour, les neuf derniers jouent pour le maintien, les trois derniers sont relégués en Primera B, il n'y aura que deux promotions pour ramener le championnat de la prochaine saison à 16 équipes.
| Rang | Équipe               | Pts | J  | G  | N | P  | Bp | Bc | Diff |
| ---- | -------------------- | --- | -- | -- | - | -- | -- | -- | ---- |
| 1    | Boca Juniors         | 43  | 15 | 14 | 1 | 0  | 83 | 7  | +76  |
| 2    | UAI Urquiza T        | 41  | 16 | 13 | 2 | 1  | 62 | 15 | +47  |
| 3    | San Lorenzo          | 39  | 16 | 12 | 3 | 1  | 59 | 14 | +45  |
| 4    | River Plate          | 38  | 15 | 12 | 2 | 1  | 56 | 11 | +45  |
| 5    | CA Independiente     | 28  | 16 | 9  | 1 | 6  | 31 | 16 | +15  |
| 6    | Gimnasia y Esgrima P | 28  | 16 | 8  | 4 | 4  | 26 | 26 | 0    |
| 7    | Racing Club          | 24  | 15 | 7  | 3 | 5  | 34 | 21 | +13  |
| 8    | Rosario Central P    | 23  | 16 | 7  | 2 | 7  | 39 | 45 | -6   |
| 9    | CA Lanús             | 21  | 15 | 6  | 3 | 6  | 22 | 20 | +2   |
| 10   | Estudiantes          | 20  | 16 | 6  | 2 | 8  | 25 | 42 | -17  |
| 11   | CA Platense          | 16  | 15 | 4  | 4 | 7  | 19 | 32 | -13  |
| 12   | SAT P                | 16  | 15 | 4  | 4 | 7  | 22 | 36 | -14  |
| 13   | Excursionistas       | 11  | 15 | 3  | 2 | 10 | 23 | 63 | -40  |
| 14   | UBA-Def. de Belgrano | 10  | 16 | 3  | 1 | 12 | 13 | 54 | -41  |
| 15   | CA Huracán           | 7   | 15 | 2  | 1 | 12 | 17 | 44 | -27  |
| 16   | Club El Porvenir     | 5   | 15 | 1  | 2 | 12 | 11 | 50 | -39  |
| 17   | Villa San Carlos     | 4   | 15 | 1  | 1 | 13 | 14 | 60 | -46  |

### Résultats de la première phase
| Résultats (▼dom., ►ext.)                                   | BOC | ELP | EST | EXC  | CGE | HUR | IND | LAN | CAP | RAC | RIV | ROS | SAN | SAT | URQ | UBA  | VIL |
| Boca Juniors                                               |     | .   | .   | 16-0 | 5-0 | .   | .   | .   | .   | .   | 5-0 | 7-1 | 3-0 | 6-0 | 1-1 | 10-0 | .   |
| Club El Porvenir                                           | 0-2 |     | 1-3 | 3-3  | .   | 2-4 | 0-4 | 2-1 | .   | .   | 0-4 | .   | .   | .   | .   | .    | .   |
| Estudiantes                                                | 0-5 | .   |     | 2-4  | .   | .   | .   | 3-2 | .   | .   | 0-5 | 3-4 | 0-5 | .   | .   | 3-1  | 3-2 |
| Excursionistas                                             | .   | .   | .   |      | 1-4 | .   | .   | .   | .   | .   | 0-3 | 1-2 | 2-6 | 1-2 | 0-5 | 3-2  | .   |
| Gimnasia y Esgrima                                         | .   | 3-0 | 3-3 | .    |     | 2-0 | 1-0 | 1-1 | 1-1 | 0-0 | .   | .   | .   | 1-0 | .   | .    | .   |
| CA Huracán                                                 | 1-3 | .   | 0-1 | 1-2  | .   |     | 0-1 | .   | .   | .   | 1-4 | 2-4 | .   | .   | .   | .    | 3-0 |
| CA Independiente                                           | 2-4 | .   | .   | 5-2  | .   | .   |     | 0-1 | .   | .   | 0-0 | 3-1 | 1-2 | .   | .   | .    | 3-1 |
| CA Lanús                                                   | 0-1 | .   | .   | 4-0  | .   | .   | .   |     | .   | .   | 1-3 | 1-1 | 1-3 | .   | .   | 2-1  | 3-0 |
| CA Platense                                                | 2-7 | 0-0 | 2-3 | .    | .   | 2-0 | 0-2 | 0-0 |     | 1-5 | .   | .   | .   | .   | .   | .    | 6-1 |
| Racing Club                                                | .   | 3-0 | 3-1 | 3-3  | .   | 6-1 | 2-0 | 1-2 | .   |     | .   | .   | .   | .   | .   | .    | 2-1 |
| River Plate                                                | .   | .   | .   | .    | 4-0 | .   | .   | .   | 5-0 | 3-1 |     | 6-1 | 1-1 | .   | 4-1 | 7-0  | .   |
| Rosario Central                                            | .   | 3-1 | .   | .    | .   | .   | .   | .   | 4-0 | 4-2 | .   |     | 1-4 | 3-5 | 3-6 | 1-1  | .   |
| San Lorenzo                                                | .   | 5-0 | .   | .    | 4-0 | 5-0 | .   | .   | 2-2 | 2-1 | .   | .   |     | 6-0 | .   | 7-0  | .   |
| SAT                                                        | .   | 8-1 | 0-0 | .    | .   | 2-2 | 0-3 | 0-3 | 0-1 | 1-1 | .   | .   | .   |     | .   | .    | 2-2 |
| UAI Urquiza                                                | .   | 6-1 | 2-0 | .    | 4-1 | 8-1 | 2-1 | 4-0 | 2-0 | 2-1 | .   | .   | .   | 5-0 |     | .    | .   |
| UBA-Def. de Belgrano                                       | .   | 1-0 | .   | .    | 2-5 | 2-1 | 0-3 | .   | 0-2 | 0-3 | .   | .   | .   | 1-2 | 0-4 |      | .   |
| Villa San Carlos                                           | 0-8 | .   | .   | 5-1  | 0-2 | .   | .   | .   | .   | .   | 0-7 | 1-5 | 0-5 | .   | 0-8 | 1-2  |     |
| - Victoire à domicile - Match nul - Victoire à l'extérieur |     |     |     |      |     |     |     |     |     |     |     |     |     |     |     |      |     |

## Statistiques

### Meilleures buteuses
| Place              | Joueuse                  | Club             | Buts |
| ------------------ | ------------------------ | ---------------- | ---- |
| Médaille d'or      | Mariana Larroquette      | UIA              | 29   |
| Médaille d'argent  | Érica Lonigro            | Rosario Central  | 18   |
| Médaille de bronze | Macarena Sánchez Jeanney | San Lorenzo      | 17   |
| Médaille de bronze | Carolina Birizamberri    | River Plate      | 17   |
| 5                  | Fanny Rodriguez          | Boca Junior      | 16   |
| 6                  | Andrea Ojeda             | Boca Junior      | 15   |
| 7                  | Maylis Gissi             | Independiente    | 11   |
| 8                  | Belén Spenig             | Racing           | 10   |
| 9                  | Milagros Menéndez        | Racing Club      | 9    |
| 9                  | Florencia Gaetan         | Villa San Carlos | 9    |

## Bilan de la saison
| Championnat d'Argentine féminin de football 2019-2020   |                            |
| Champion                                                | Aucun                      |
| Qualifications continentales                            |                            |
| Copa Libertadores féminine 2020                         | Club Atlético Boca Juniors |
| Promotions et relégations                               |                            |
| Promus en Championnat d'Argentine féminin de football   |                            |
| Relégués en Championnat d'Argentine féminin de football |                            |